# CONCACAF Gold Cup 2021
La CONCACAF Gold Cup 2021 è stata la 26ª edizione (la 16ª con la formula attuale) dell'omonimo torneo di calcio continentale per squadre nazionali maggiori maschili organizzato dalla CONCACAF. Il torneo, che si è svolto dal 10 luglio al 1º agosto 2021 negli Stati Uniti d'America, è stata la prima edizione in cui è stato utilizzato il sistema VAR.

## Formula
Il torneo si è sviluppato in due fasi: prima una fase a gruppi e successivamente una fase a eliminazione diretta.
Mediante sorteggio sono stati formati i quattro gironi all'italiana (chiamati "gruppi"), composti ciascuno da quattro squadre. Ogni squadra ha affrontato le altre in partite di sola andata per un totale di tre giornate. Hanno ottenuto l'accesso alla fase a eliminazione diretta le squadre classificatesi ai primi due posti di ciascun raggruppamento.
La fase a eliminazione diretta è consistita in un tabellone di tre turni (quarti di finale, semifinali e finale) ad accoppiamenti prestabiliti. In caso di parità al termine dei 90 minuti regolamentari, erano previsti prima i tempi supplementari e poi i tiri di rigore.

## Qualificazioni
Dodici squadre si sono qualificate direttamente tramite la CONCACAF Nations League 2019-2020: le quattro vincitrici e le quattro seconde dei gruppi della Lega A e le quattro vincitrici dei gruppi della Lega B.
Altre dodici squadre (le quattro terze classificate dei gruppi della Lega A, le quattro seconde dei gruppi della Lega B e le quattro vincitrici dei gruppi della Lega C) hanno disputato i play-off di qualificazione e tre di loro si sono qualificate alla fase finale.
Nel settembre 2020 la CONCACAF ha annunciato che il Qatar, vincitrice della Coppa d'Asia 2019 e nazione ospitante del Campionato mondiale di calcio 2022, sarebbe stato ospite della manifestazione.
Il 9 luglio 2021, la CONCACAF ha annunciato che Curaçao non avrebbe partecipato al torneo a causa dell'elevato numero di casi COVID-19 all'interno della squadra. Sono stati sostituiti nel Gruppo A dal Guatemala, la squadra tra le perdenti del turno preliminare della Gold Cup con il punteggio più alto.

### Play-off di qualificazione
I play-off di qualificazione per determinare le ultime tre partecipanti al torneo si sono svolti al DRV PNK Stadium di Fort Lauderdale, in Florida la settimana prima della fase finale.
|  | 1º turno                  | 1º turno                  | 1º turno |  |  | 2º turno                | 2º turno                | 2º turno |  |
|  |                           |                           |          |  |  |                         |                         |          |  |
|  | Haiti                     | Haiti                     | 6        |  |  |                         |                         |          |  |
|  | Saint Vincent e Grenadine | Saint Vincent e Grenadine | 1        |  |  | Haiti                   | Haiti                   | 4        |  |
|  | Bermuda                   | Bermuda                   | 8        |  |  | Bermuda                 | Bermuda                 | 1        |  |
|  | Barbados                  | Barbados                  | 1        |  |  |                         |                         |          |  |
|  | Guatemala                 | Guatemala                 | 4        |  |  |                         |                         |          |  |
|  | Guyana                    | Guyana                    | 0        |  |  | Guatemala               | Guatemala               | 1 (9)    |  |
|  | Guadalupa                 | Guadalupa                 | 2        |  |  | Guadalupa (dtr)         | Guadalupa (dtr)         | 1 (10)   |  |
|  | Bahamas                   | Bahamas                   | 0        |  |  |                         |                         |          |  |
|  | Trinidad e Tobago         | Trinidad e Tobago         | 6        |  |  |                         |                         |          |  |
|  | Montserrat                | Montserrat                | 1        |  |  | Trinidad e Tobago (dtr) | Trinidad e Tobago (dtr) | 1 (8)    |  |
|  | Cuba                      | Cuba                      | 0        |  |  | Guyana francese         | Guyana francese         | 1 (7)    |  |
|  | Guyana francese (tav.)    | Guyana francese (tav.)    | 3        |  |  |                         |                         |          |  |

## Squadre partecipanti
| Pr. | Squadra           | Data di qualificazione certa | Partecipante in quanto                                                  | Partecipazioni precedenti | Ultima presenza              |
| --- | ----------------- | ---------------------------- | ----------------------------------------------------------------------- | ------------------------- | ---------------------------- |
| 1   | Canada            | 11 ottobre 2019              | 2º classificato del gruppo A della Lega A della CONCACAF Nations League | 14                        | USA-Costa Rica-Giamaica 2019 |
| 2   | Honduras          | 13 ottobre 2019              | Vincitore del gruppo C della Lega A della CONCACAF Nations League       | 14                        | USA-Costa Rica-Giamaica 2019 |
| 3   | Grenada           | 14 novembre 2019             | Vincitore del gruppo A della Lega B della CONCACAF Nations League       | 2                         | Stati Uniti 2011             |
| 4   | Giamaica          | 15 novembre 2019             | Vincitore del gruppo C della Lega B della CONCACAF Nations League       | 11                        | USA-Costa Rica-Giamaica 2019 |
| 5   | Stati Uniti       | 15 novembre 2019             | Vincitore del gruppo A della Lega A della CONCACAF Nations League       | 15                        | USA-Costa Rica-Giamaica 2019 |
| 6   | Messico           | 15 novembre 2019             | Vincitore del gruppo B della Lega A della CONCACAF Nations League       | 15                        | USA-Costa Rica-Giamaica 2019 |
| 7   | El Salvador       | 15 novembre 2019             | Vincitore del gruppo B della Lega B della CONCACAF Nations League       | 11                        | USA-Costa Rica-Giamaica 2019 |
| 8   | Costa Rica        | 17 novembre 2019             | Vincitore del gruppo D della Lega A della CONCACAF Nations League       | 14                        | USA-Costa Rica-Giamaica 2019 |
| 9   | Martinica         | 17 novembre 2019             | 2º classificato del gruppo C della Lega A della CONCACAF Nations League | 6                         | USA-Costa Rica-Giamaica 2019 |
| 10  | Suriname          | 18 novembre 2019             | Vincitore del gruppo D della Lega B della CONCACAF Nations League       | -                         | Esordiente                   |
| 11  | Panama            | 19 novembre 2019             | 2º classificato del gruppo B della Lega A della CONCACAF Nations League | 9                         | USA-Costa Rica-Giamaica 2019 |
| 12  | Qatar             | 2 settembre 2020             | Invitata come ospite                                                    | -                         | Esordiente                   |
| 13  | Trinidad e Tobago | 6 luglio 2021                | Vincitore play-off di qualificazione                                    | 16                        | USA-Costa Rica-Giamaica 2019 |
| 14  | Haiti             | 6 luglio 2021                | Vincitore play-off di qualificazione                                    | 7                         | USA-Costa Rica-Giamaica 2019 |
| 15  | Guadalupa         | 6 luglio 2021                | Vincitore play-off di qualificazione                                    | 3                         | Stati Uniti 2011             |
| 16  | Guatemala         | 9 luglio 2021                | Perdente play-off di qualificazione con punteggio più alto              | 11                        | Stati Uniti-Canada 2015      |

## Arbitri

### Arbitri
- Drew Fischer
- Ricardo Montero
- Juan Gabriel Calderón
- Bakary Gassama
- Reon Radix
- Mario Escobar
- Bryan López

- Selvin Brown
- Said Martínez
- Oshane Nation
- Daneon Parchment
- Adonai Escobedo
- Fernando Guerrero
- Fernando Hernández

- César Ramos
- Ivan Barton
- Ismael Cornejo
- Ismail Elfath
- Jair Marrufo
- Armando Villarreal

## Stadi
Il torneo è ospitato in 10 stadi, la cui lista è stata annunciata dalla CONCACAF il 22 aprile 2021. L'assegnazione delle partite ai singoli stadi è stata annunciata il 13 maggio 2021.
| Stati Uniti          | Stati Uniti                                                                   | Stati Uniti                                                                   | Stati Uniti                                                                   |
| Dallas               | Arlington                                                                     | Houston                                                                       | Houston                                                                       |
| -------------------- | ----------------------------------------------------------------------------- | ----------------------------------------------------------------------------- | ----------------------------------------------------------------------------- |
| Cotton Bowl          | AT&T Stadium                                                                  | NRG Stadium                                                                   | BBVA Compass Stadium                                                          |
| Capacità: 92.100     | Capacità: 80.000                                                              | Capacità: 71.795                                                              | Capacità: 22.039                                                              |
|                      |                                                                               |                                                                               |                                                                               |
| Las Vegas (Paradise) | Orlando Arlington Glendale Las Vegas Frisco Kansas City Dallas Houston Austin | Orlando Arlington Glendale Las Vegas Frisco Kansas City Dallas Houston Austin | Orlando Arlington Glendale Las Vegas Frisco Kansas City Dallas Houston Austin |
| Allegiant Stadium    | Orlando Arlington Glendale Las Vegas Frisco Kansas City Dallas Houston Austin | Orlando Arlington Glendale Las Vegas Frisco Kansas City Dallas Houston Austin | Orlando Arlington Glendale Las Vegas Frisco Kansas City Dallas Houston Austin |
| Capacità: 61.000     | Orlando Arlington Glendale Las Vegas Frisco Kansas City Dallas Houston Austin | Orlando Arlington Glendale Las Vegas Frisco Kansas City Dallas Houston Austin | Orlando Arlington Glendale Las Vegas Frisco Kansas City Dallas Houston Austin |
|                      | Orlando Arlington Glendale Las Vegas Frisco Kansas City Dallas Houston Austin | Orlando Arlington Glendale Las Vegas Frisco Kansas City Dallas Houston Austin | Orlando Arlington Glendale Las Vegas Frisco Kansas City Dallas Houston Austin |
| Orlando              | Orlando Arlington Glendale Las Vegas Frisco Kansas City Dallas Houston Austin | Orlando Arlington Glendale Las Vegas Frisco Kansas City Dallas Houston Austin | Orlando Arlington Glendale Las Vegas Frisco Kansas City Dallas Houston Austin |
| Exploria Stadium     | Orlando Arlington Glendale Las Vegas Frisco Kansas City Dallas Houston Austin | Orlando Arlington Glendale Las Vegas Frisco Kansas City Dallas Houston Austin | Orlando Arlington Glendale Las Vegas Frisco Kansas City Dallas Houston Austin |
| Capacità: 25.500     | Orlando Arlington Glendale Las Vegas Frisco Kansas City Dallas Houston Austin | Orlando Arlington Glendale Las Vegas Frisco Kansas City Dallas Houston Austin | Orlando Arlington Glendale Las Vegas Frisco Kansas City Dallas Houston Austin |
|                      | Orlando Arlington Glendale Las Vegas Frisco Kansas City Dallas Houston Austin | Orlando Arlington Glendale Las Vegas Frisco Kansas City Dallas Houston Austin | Orlando Arlington Glendale Las Vegas Frisco Kansas City Dallas Houston Austin |
| Austin               | Glendale                                                                      | Frisco                                                                        | Kansas City                                                                   |
| Q2 Stadium           | State Farm Stadium                                                            | Toyota Stadium                                                                | Children's Mercy Park                                                         |
| Capacità: 20.500     | Capacità: 63.400                                                              | Capacità: 20.500                                                              | Capacità: 18.467                                                              |
|                      |                                                                               |                                                                               |                                                                               |

## Fase a gruppi
Le sedici squadre sono state divise in 4 gruppi da 4 squadre ciascuno. Il sorteggio della fase a gruppi si è svolto a Miami il 28 settembre 2020.
Ogni squadra ha affrontato le altre 3 una volta. Sono stati assegnati 3 punti per la vittoria, 1 punto per il pareggio e 0 per la sconfitta. Le prime due squadre classificate in ciascun girone si qualificano ai quarti di finale.
La classifica è stata stilata secondo i seguenti criteri:
- maggior numero di punti conquistati;
- miglior differenza reti;
- maggior numero di reti realizzate;
- punti conquistati negli scontri diretti;
- differenza reti negli scontri diretti;
- reti realizzate negli scontri diretti;
- sorteggio.

### Gruppo A
| Pos | Squadra           | P.ti | G | V | N | P | GF | GS | DR |
| --- | ----------------- | ---- | - | - | - | - | -- | -- | -- |
| 1   | Messico           | 7    | 3 | 2 | 1 | 0 | 4  | 0  | +4 |
| 2   | El Salvador       | 6    | 3 | 2 | 0 | 1 | 4  | 1  | +3 |
| 3   | Trinidad e Tobago | 2    | 3 | 0 | 2 | 1 | 1  | 3  | -2 |
| 4   | Guatemala         | 1    | 3 | 0 | 1 | 2 | 1  | 6  | -5 |

#### Risultati
| Arlington 10 luglio 2021, ore 21:00 UTC-5 | Messico | 0 – 0 referto | Trinidad e Tobago | AT&T Stadium (41 229 spett.)\| Arbitro: \| Montero \| |
| Arbitro:                                  | Montero |               |                   |                                                       |

| Arbitro: | Marrufo |

|                        |           |  |
| Roldan 81’ Rivas 90+6’ | Marcatori |  |

| Arbitro: | Brown |

|  |           |                           |
|  | Marcatori | 30’ Henríquez 80’Martinez |

| Arbitro: | Parchment |

|  |           |                                |
|  | Marcatori | 29’, 55’ Funes Mori 79’ Pineda |

| Arbitro: | Martínez |

|               |           |  |
| Rodríguez 26’ | Marcatori |  |

| Arbitro: | Nation |

|              |           |           |
| Gordillo 77’ | Marcatori | 12’ Moore |

### Gruppo B
| Pos | Squadra     | P.ti | G | V | N | P | GF | GS | DR |
| --- | ----------- | ---- | - | - | - | - | -- | -- | -- |
| 1   | Stati Uniti | 9    | 3 | 3 | 0 | 0 | 8  | 1  | +7 |
| 2   | Canada      | 6    | 3 | 2 | 0 | 1 | 8  | 3  | +5 |
| 3   | Haiti       | 3    | 3 | 1 | 0 | 2 | 3  | 6  | -3 |
| 4   | Martinica   | 0    | 3 | 0 | 0 | 3 | 3  | 12 | -9 |

#### Risultati
| Arbitro: | Barton |

|                                                 |           |             |
| Larin 16’ Osorio 20’ Eustáquio 26’ Corbeanu 89’ | Marcatori | 10’ Rivière |

| Arbitro: | Martinez |

|          |           |  |
| Vines 8’ | Marcatori |  |

| Arbitro: | Calderón |

|             |           |                                                       |
| Lambese 56’ | Marcatori | 5’ Eustáquio 51’, 74’ (rig.) Larin 79’ (rig.) Hoilett |

| Arbitro: | Escobar |

|                    |           |                                                                         |
| Rivière 64’ (rig.) | Marcatori | 14’, 59’ Dike 23’ (aut.) Camille 50’ Robinson 70’ Zardes 90’ Gioacchini |

| Arbitro: | Cornejo |

|             |           |                    |
| Fortuné 53’ | Marcatori | 3’ Antoine 61’ Adé |

| Arbitro: | Escobedo Gonzalez |

|          |           |  |
| Moore 1’ | Marcatori |  |

### Gruppo C
| Pos | Squadra    | P.ti | G | V | N | P | GF | GS | DR |
| --- | ---------- | ---- | - | - | - | - | -- | -- | -- |
| 1   | Costa Rica | 9    | 3 | 3 | 0 | 0 | 6  | 2  | +4 |
| 2   | Giamaica   | 6    | 3 | 2 | 0 | 1 | 4  | 2  | +2 |
| 3   | Suriname   | 3    | 3 | 1 | 0 | 2 | 3  | 5  | -2 |
| 4   | Guadalupa  | 0    | 3 | 0 | 0 | 3 | 2  | 6  | -4 |

#### Risultati
| Arbitro: | Gassama |

|                       |           |  |
| Nicholson 6’ Reid 26’ | Marcatori |  |

| Arbitro: | Elfath |

|                                     |           |              |
| Campbell 6’ Lassiter 21’ Borges 70’ | Marcatori | 45+5’ Mirval |

| Arbitro: | López |

|            |           |                         |
| Ramothe 4’ | Marcatori | 14’ Burke 87’ Flemmings |

| Arbitro: | Hernández |

|             |           |                         |
| Vlijter 52’ | Marcatori | 58’ Campbell 59’ Borges |

| Arbitro: | Escobar |

|          |           |  |
| Ruiz 59’ | Marcatori |  |

| Arbitro: | Guerrero |

|                             |           |             |
| Vlijter 14’ Hasselbaink 79’ | Marcatori | 20’ Phaeton |

### Gruppo D
| Pos | Squadra  | P.ti | G | V | N | P | GF | GS | DR  |
| --- | -------- | ---- | - | - | - | - | -- | -- | --- |
| 1   | Qatar    | 7    | 3 | 2 | 1 | 0 | 9  | 3  | +6  |
| 2   | Honduras | 6    | 3 | 2 | 0 | 1 | 7  | 4  | +3  |
| 3   | Panama   | 4    | 3 | 1 | 1 | 1 | 8  | 7  | +1  |
| 4   | Grenada  | 0    | 3 | 0 | 0 | 3 | 1  | 11 | -10 |

#### Risultati
| Arbitro: | Ramos |

|                                       |           |                              |
| Afif 48’ Ali 53’ Al-Haidos 68’ (rig.) | Marcatori | 51’, 58’ Blackburn 79’ Davis |

| Arbitro: | Guerrero |

|                                                |           |  |
| Bengtson 28’ Solano 52’ Leverón 86’ Quioto 88’ | Marcatori |  |

| Arbitro: | Villareal |

|  |           |                                        |
|  | Marcatori | 11’ Hatem 22’ Afif 36’ Muntari 46’ Ali |

| Arbitro: | Gassama |

|                              |           |                           |
| Davis 32’ (rig.) Yanis 45+1’ | Marcatori | 22’, 65’ Quioto 61’ López |

| Arbitro: | Ramos |

|                                |           |           |
| Quintero 7’ Rodríguez 27’, 64’ | Marcatori | 76’ Frank |

| Arbitro: | Marrufo |

|  |           |                       |
|  | Marcatori | 25’ Ahmed 90+5’ Hatem |

## Fase a eliminazione diretta

### Tabellone
|  | Quarti di finale | Quarti di finale | Quarti di finale |             |                   | Semifinali        | Semifinali | Semifinali |  |  | Finale | Finale | Finale |  |
|  |                  |                  |                  |             |                   |                   |            |            |  |  |        |        |        |  |
|  | Qatar            | Qatar            | 3                |             |                   |                   |            |            |  |  |        |        |        |  |
|  | Qatar            | Qatar            | 3                |             |                   |                   |            |            |  |  |        |        |        |  |
|  | El Salvador      | El Salvador      | 2                |             |                   |                   |            |            |  |  |        |        |        |  |
|  | El Salvador      | El Salvador      | 2                |             | Qatar             | Qatar             | 0          |            |  |  |        |        |        |  |
|  |                  |                  |                  |             | Qatar             | Qatar             | 0          |            |  |  |        |        |        |  |
|  |                  |                  | Stati Uniti      | Stati Uniti | 1                 |                   |            |            |  |  |        |        |        |  |
|  | Stati Uniti      | Stati Uniti      | Stati Uniti      | Stati Uniti | 1                 | 1                 |            |            |  |  |        |        |        |  |
|  | Stati Uniti      | Stati Uniti      |                  |             |                   |                   |            |            |  |  |        |        |        |  |
|  | Giamaica         | Giamaica         | 0                |             |                   |                   |            |            |  |  |        |        |        |  |
|  | Giamaica         | Giamaica         | 0                |             | Stati Uniti (dts) | Stati Uniti (dts) | 1          |            |  |  |        |        |        |  |
|  |                  |                  |                  |             |                   |                   |            |            |  |  |        |        |        |  |
|  |                  |                  | Messico          | Messico     | 0                 |                   |            |            |  |  |        |        |        |  |
|  | Messico          | Messico          | Messico          | Messico     | 0                 | 3                 |            |            |  |  |        |        |        |  |
|  | Messico          | Messico          |                  |             |                   |                   |            |            |  |  |        |        |        |  |
|  | Honduras         | Honduras         | 0                |             |                   |                   |            |            |  |  |        |        |        |  |
|  | Honduras         | Honduras         | 0                |             | Messico           | Messico           | 2          |            |  |  |        |        |        |  |
|  |                  |                  |                  |             | Messico           | Messico           | 2          |            |  |  |        |        |        |  |
|  |                  |                  | Canada           | Canada      | 1                 |                   |            |            |  |  |        |        |        |  |
|  | Costa Rica       | Costa Rica       | Canada           | Canada      | 1                 | 0                 |            |            |  |  |        |        |        |  |
|  | Costa Rica       | Costa Rica       |                  |             |                   |                   |            |            |  |  |        |        |        |  |
|  | Canada           | Canada           | 2                |             |                   |                   |            |            |  |  |        |        |        |  |

### Quarti di finale
| Arbitro: | Hernández |

|                             |           |                |
| Ali 2’, 55’ (rig.) Hatem 8’ | Marcatori | 63’, 66’ Rivas |

| Arbitro: | Escobar |

|                                    |           |  |
| Mori 26’ dos Santos 31’ Pineda 38’ | Marcatori |  |

| Arbitro: | Marrufo |

|  |           |                           |
|  | Marcatori | 18’ Hoilett 69’ Eustáquio |

| Arbitro: | Ramos |

|           |           |  |
| Hoppe 83’ | Marcatori |  |

### Semifinali
| Arbitro: | Calderón |

|  |           |            |
|  | Marcatori | 86’ Zardes |

| Arbitro: | Parchment |

|                                   |           |              |
| Pineda 45+2’ (rig.) Herrera 90+9’ | Marcatori | 57’ Buchanan |

### Finale
| Arbitro: | Martínez |

|               |           |  |
| Robinson 117’ | Marcatori |  |

## Statistiche

### Classifica marcatori
4 reti
- Almoez Ali (1 rig.)

3 reti
- Stephen Eustáquio
- Cyle Larin (2 rig.)
- Romell Quioto

- Rogelio Funes Mori
- Orbelín Pineda (1 rig.)

- Abdulaziz Hatem
- Joaquín Rivas

2 reti
- David Hoilett (1 rig.)
- Celso Borges
- Joel Campbell
- Emmanuel Rivière (1 rig.)

- Rolando Blackburn
- Eric Davis (1 rig.)
- José Luis Rodríguez
- Akram Afif

- Daryl Dike
- Miles Robinson
- Gyasi Zardes
- Gleofilo Vlijter

1 rete
- Tajon Buchanan
- Theo Corbeanu
- Jonathan Osorio
- Ariel Lassiter
- Bryan Ruiz
- Jairo Henríquez
- Walmer Martinez
- Alex Roldan
- Cory Burke
- Junior Flemmings
- Shamar Nicholson
- Bobby Reid
- Romar Frank

- Raphael Mirval
- Matthias Phaeton
- Dimitri Ramothe
- Gerardo Gordillo
- Carnejy Antoine
- Ricardo Adé
- Stéphane Lambese
- Jerry Bengtson
- Johnny Leverón
- Alexander López
- Edwin Solano
- Kévin Fortuné
- Jonathan dos Santos

- Héctor Herrera
- Luis Alfonso Rodríguez
- Alberto Quintero Medina
- César Yanis
- Homam Ahmed
- Hassan Al-Haidos (1 rig.)
- Mohammed Muntari
- Nicholas Gioacchini
- Matthew Hoppe
- Shaquell Moore
- Sam Vines
- Nigel Hasselbaink
- Reon Moore

Autoreti
- Samuel Camille (1, pro  Stati Uniti)

### Record
- Gol più veloce:  Shaquell Moore (Stati Uniti-Canada, fase a gironi, 18 luglio, 1º minuto)
- Gol più lento:  Miles Robinson (Messico-Stati Uniti, finale, 1º agosto, 117º minuto)
- Primo gol:  Emmanuel Rivière (Canada-Martinica, fase a gironi, 11 luglio, 10º minuto)
- Ultimo gol:  Miles Robinson (Messico-Stati Uniti, finale, 1º agosto, 117º minuto)
- Miglior attacco:  Qatar (12 reti segnate)
- Peggior attacco:  Guatemala e  Grenada (1 rete segnata)
- Miglior difesa:  Stati Uniti (1 rete subita)
- Peggior difesa:  Martinica (12 reti subite)
- Miglior differenza reti:  Stati Uniti (+10)
- Partita con il maggior numero di gol:  Martinica- Stati Uniti 1-6 (fase a gironi, 15 luglio) (7 gol)
- Partita con il maggior scarto di gol:  Martinica- Stati Uniti 1-6 (fase a gironi, 15 luglio) (5 gol di scarto)

## Riconoscimenti
Al termine della competizione sono stati assegnati i seguenti riconoscimenti individuali e di squadra:
- Miglior giocatore:  Héctor Herrera[11]
- Scarpa d'oro:  Almoez Ali[12]
- Miglior portiere:  Matt Turner[13]
- Miglior giovane  Tajon Buchanan[14]
- Premio Fair Play:  Stati Uniti[15]
- Squadra del torneo:

| Portieri    | Difensori                                               | Centrocampisti                             | Attaccanti                               |
| ----------- | ------------------------------------------------------- | ------------------------------------------ | ---------------------------------------- |
| Matt Turner | Miles Robinson Edson Álvarez Shaquell Moore Damion Lowe | Héctor Herrera Celso Borges Tajon Buchanan | Akram Afif Rogelio Funes Mori Almoez Ali |